# Gebauter Beitrag
Der gebaute Beitrag, auch „Beitrag  mit Einblendungen“ (BmE) oder „O-Ton-Bericht“ (OTB) genannt, ist eine Hörfunkgattung und eine wichtige journalistische Beitragsform, die dem in der Presse entwickelten „Bericht“ entspricht. Es handelt sich um ein Hörstück, in dem vom Autor geschriebener Text (Manuskript) mit Originaltönen (O-Tönen), Geräuschen (Atmo) oder anderen akustischen Quellen gemischt wird.

## Gestaltung
Als O-Ton werden Kernaussagen einer Person ausgewählt, die im Zeitungsbericht als Zitate erscheinen würden. Neben der inhaltlichen haben sie auch eine dramaturgische Funktion. Der Anteil der Töne an der Beitragsdauer liegt meist um die 50 %. Sollten die O-Töne nicht auf Deutsch vorliegen, werden sie in der Regel mit einer Übersetzung überblendet (voice-over). Bei kurzen O-Tönen ist es vor allem bei aktuellen Beiträgen in Nachrichtenmagazinen auch üblich, dass der Autor die Übersetzung nach dem O-Ton im Rahmen des Manuskript-Textes wiedergibt. Des Weiteren kann ein gebauter Beitrag auch Geräusche enthalten, die die Atmosphäre eines Aufnahmeortes (Vogelzwitschern, Straßenlärm, Stimmengemurmel …) oder bestimmte Vorgänge wiedergeben. Auch literarische Zitate oder Ausschnitte aus Filmen können Teil eines gebauten Beitrags sein.